# فهرست شهرک‌های صنعتی استان مرکزی
- شهرک صنعتی شماره ۱ اراک (قطب)
- شهرک صنعتی شماره ۲ اراک (ایبک آباد)
- شهرک صنعتی شماره ۳ اراک (خیر آباد)
- شهرک صنعتی حاجی آباد اراک
- شهرک صنعتی آشتیان
- شهرک صنعتی دلیجان
- شهرک صنعتی محلات
- شهرک صنعتی تفرش
- شهرک صنعتی خمین
- شهرک صنعتی کمیجان
- شهرک صنعتی نوبران
- شهرک صنعتی فرمهین
- شهرک صنعتی آستانه
- شهرک صنعتی غرق آباد
- شهرک صنعتی مامونیه
- شهرک صنعتی پرندک
- شهرک صنعتی شازند
- شهرک صنعتی شهید بابایی شهباز
- شهرک صنعتی زاویه
- شهرک صنعتی کاوه
- شهرک صنعتی زرندیه
- شهرک صنعتی آجر و سفال